# Cleome chrysogyna
Cleome chrysogyna är en paradisblomsterväxtart som beskrevs av Ernest Friedrich Gilg och Heilb.. Cleome chrysogyna ingår i släktet paradisblomstersläktet, och familjen paradisblomsterväxter. Inga underarter finns listade i Catalogue of Life.